# Eis am Stiel 8 – Summertime Blues
Eis am Stiel 8 – Summertime Blues ist der achte Teil der israelischen Filmreihe Eis am Stiel. Die Regie lag bei diesem Teil der Reihe bei Reinhard Schwabenitzky. Yiftach Katzur, Jonathan Sagall und Zachi Noy sind wiederum in ihren angestammten Rollen besetzt.

## Handlung
Benny, Johnny und Bobby wollen eine Bar eröffnen. Da sie kein Geld für haben, versucht sich Jonny an Polly, die tollpatschige, aber hochintelligente Tochter des Vermieters heranzumachen. Diese lässt ihn jedoch eiskalt abblitzen. Nachdem auch Benny's Anmache scheitert, erkennt Polly, was gespielt wird und schickt Johnny zu ihrem Vater. Der erzählt ihm, dass Polly schon immer in Bobby verliebt ist. Voraussetzung für den Deal ist eine Beziehung seiner Tochter mit Jonny. Das geht schief, aber Polly beteiligt sich am Aufbau der Bar und so läuft die Sache weiter. Aus dem schrottreifen Gebäude mit ruinierter Innenausstattung zaubern die vier eine schicke Bar. Die Freude ist jedoch nur kurz, da bei der Eröffnung Rockerbande erscheint und Schutzgeld fordert. Da sie kein Geld haben, schlagen die Rocker die Einrichtung kurz und klein und verjagen die Gäste. Daraufhin läuft Polly auf einen hohen Felsen am Meer und springt. Johnny glaubt an einen Suizid und springt hinterher, erkennt aber kurz darauf das Polly nur ein Bad nimmt. Sie verlieben sich ineinander und sorgen für ein Happy End.

## Rezeption
„Tempolos inszenierte Serien-Komödie mit nur bescheidenem Unterhaltungswert.“